# イェンス・バーゲンステン
イェンス・バーゲンステン（Jens Peder Bergensten 、通称 Jeb（ジェブ）、1979年5月18日 - ）は、スウェーデンのビデオゲームプログラマー兼デザイナー。Minecraftではリードデザイナーを務めており、同作の制作者であるマルクス・ペルソン（Notch）とともに、2013年のタイムにおける世界で最も影響力のある100人の1人に選ばれている。Mojang Studiosの従業員として、2010年からMinecraftをマルクス・ペルソンと共同開発し、2011年にリードデザイナーになり、ペルソンが会社を去った2014年に全制御を引き継いだ。

## 来歴

### 生い立ち
1979年5月18日にスウェーデンのエレブルーで生まれた。イェンス・バーゲンステンは11歳の時にBASICとTurbo Pascalを使用して最初のゲームをプログラミングし始めた。21歳の時には、ファーストパーソン・シューティングゲーム『Quake III Arena』のマッパーおよびmodderとして活動していた。その後、ゲーム開発会社Korkeken Interactive StudioでC++とJavaのプログラマーとして働いていたが、同社は倒産しOblivion Entertainmentとなった。Oblivion Entertainmentが倒産した後、バーゲンステンはマルメに移住し、2008年にルンド大学で計算機科学の修士号を取得した。

### 初期スタンドアロンプロジェクト
バーゲンステンはKorkekenで働いていた際、余暇を利用して数百人のプレイヤーを抱えるオンラインRPG『Whispers in Akarra』の開発を主導したが、チームの当初のクリエイティブなビジョンから逸れたため、このプロジェクトを中止した。2008年には『Akarra』のワールドエディタとサーバークライアントのソースコードを一般に公開した。
その後、彼はダニエル・ブリンルフとポンタス・ハンマルベルと共にインディーゲーム開発会社Oxeye Game Studioを設立し、精神的な後継作品を目指した。同社の最初のプロジェクトは『Dawn of Daria』というタイトルで、「大規模多人数参加型ファンタジーライフシミュレーター」だった。しかし、いくつかの公開アルファテストを経て、このプロジェクトも前作と同様に中止され、Oxeye Game Studioはゲームジャムプロジェクトや技術デモに注力するようになった。同社は後に、リアルタイムストラテジーゲーム『Harvest: Massive Encounter』や、プラットフォームゲーム『Cobalt』および『Cobalt WASD』で知られるようになった。
バーゲンステンは2010年11月24日まで、オンライン知識コミュニティ「Planeto」で働いていた。

### Mojang Studios
2010年11月、イェンス・バーゲンステンはMojangにおいて『Scrolls』（現在は『Caller's Bane』として知られる）のバックエンド開発者として雇用された。その後、彼はMinecraftのプログラミングにおいて、重要な仕事を担当するようになり、2011年12月にはマルクス・ペルソン（Notch）から引き継ぐ形でリードデザイナーとなった。バーゲンステンは、Humble Bundle Mojamというゲームジャムの一環として『Catacomb Snatch』を開発したチームの一員でもあった。
近年では、バーゲンステンはAgnes Larssonと共に、Minecraft Liveのティーザービデオにも出演している。現在、彼はMojang Studiosの最高クリエイティブ責任者を務めている。

## 私生活
2013年5月11日、写真家のジェニー・バーゲンステン（旧姓ソーネル）と結婚した。2015年12月10日に、息子のビョルンが生まれた。

## 開発したゲーム
- Harvest: Massive Encounter（英語版）（2008年）
- Minecraft（2011年）
- Caller's Bane（英語版） (2014年)
- Cobalt（英語版）（2016年）
- Cobalt WASD（英語版） （2017年）

## 受賞
| 年   | ノミネート作品 | 部門                                                             | 賞                            | 結果 | 出典   |
| ---- | -------------- | ---------------------------------------------------------------- | ----------------------------- | ---- | ------ |
| 2011 | Minecraft      | 最優秀デビューゲーム、イノベーション賞、最優秀ダウンロードゲーム | Game Developers Choice Awards | 受賞 | [ 25 ] |